# Real Valladolid Club de Fútbol Promesas
El Real Valladolid Club de Fútbol Promesas es el equipo filial del Real Valladolid Club de Fútbol. Fue fundado en 1944 con el nombre Recreativo Europa Delicias, que mantuvo hasta el año 1973. 
Actualmente juega en el Grupo I de la Segunda Federación de España, cuarta categoría del fútbol español.
A diferencia de otras Ligas europeas y mundiales de fútbol, en España la regulación y normativas que afecta a los equipos filiales permiten que estos puedan actuar como clubes profesionales a todos los efectos —pudiendo competir en el mismo sistema de Liga que el resto de equipos—, en vez de jugar una Liga separada de equipos filiales. El Promesas no puede ascender a una categoría superior o igual del fútbol español a la del primer equipo, siendo esta la Primera División.
Históricamente siempre actuó como un club de fútbol más dentro de la Real Federación Española de Fútbol (RFEF) —y por lo tanto con los mismos derechos que cualquier otro— en cuanto a las competiciones a disputar, en el año 1991 la Federación llevó a efecto un cambio en sus estatutos que afectó directamente a dichos equipos "B" o filiales. Desde ese momento se impidió la participación de estos equipos en la Copa del Rey
El Promesas disputa sus partidos como local en los Anexos al Estadio José Zorrilla.

## Historia
En 1942 se funda el Recreativo Europa Delicias por fusión del CD Delicias y el Recreativo Europa, y en 1944 pasa a ser filial del Real Valladolid. Entonces su uniforme era camisa blanca con raya diagonal azul y pantalón y medias azules. Su escudo era un triángulo puesto en horizontal con los colores mitad blanco y mitad violeta.

### Tercera División, Copa del Rey y cambio de denominación
El primer ascenso a Tercera División se produce el 13 de julio de 1952 y en 1973 se pasa a denominar Real Valladolid Promesas, y son los años de sus únicas participaciones en la Copa del Rey. En la década de los 80 ganará tres ligas consecutivas que no le permitirían ascender a Segunda División B, cosa que si ocurrirá en 1991 cuando consigue su 5.ª liga de Tercera División y el ascenso frente a la SD Burela, esto dará paso a los mejores años en la historia del equipo.

### Primer ascenso a Segunda División B
Su primera temporada en la categoría logra acabar en un meritorio 8.º puesto, tras esta primera temporada pasa las siguientes temporadas en la mitad-baja de la clasificación, pero logrando salvar la categoría. Tras estas temporadas de sufrimiento acaban con las dos mejores temporadas de la historia hasta el momento en las que está a punto de clasificarse para la fase de ascenso a Segunda División en 1996 y 1997. Después de estas dos buenas temporadas el equipo se salva sin problemas pero tras una desastrosa temporada 1999-00 el equipo acabó en 18.ª posición descendiendo a Tercera División.

### Regreso a Tercera División
El regreso a la cuarta categoría del fútbol fue dura para el equipo. Las dos primeras logró clasificarse para los play-offs de ascenso a Segunda División B, pero tanto en 2003 como en 2004 acabó en un decepcionante 6.º puesto no logrando la posibilidad de ascender de categoría.
La temporada 2004-05 tras quedar 4.º del grupo consigue el segundo ascenso a Segunda División B, categoría en la que se consolidó durante varias temporadas.

### Segunda época en Segunda División B
Como en la primera temporada en la categoría en su regreso hizo una gran campaña acabando en el 10.º lugar.
Su último gran logro está en conseguir la permanencia en la categoría en la promoción de permanencia en 2007, aunque en la temporada 2008/2009, queda penúltimo en la clasificación y desciende a Tercera División.

### Vuelta a Tercera División
En la temporada 2009/2010 disputó la fase de ascenso a Segunda División B pero finalmente no pudo ascender. La temporada 2010/2011 fue una temporada de transición en la que el equipo finalizó en la quinta posición la temporada, y su entrenador fue Manuel Retamero. Para la temporada 2011-2012, en la que el equipo se alzó con el título de campeón del Grupo VIII de Tercera División y disputó la fase de ascenso a 2.ªB (aunque finalmente no se consumó dicho ascenso), el entrenador es Javier Torres Gómez, que también continua al frente del equipo filial blanquivioleta durante la temporada 2012/2013. Para la temporada 2013/2014, el puesto de entrenador vuelve a ser ocupado por Torres Gómez, temporada en la cual el equipo quedó primer clasificado jugando contra el Somozas el ascenso a Segunda División B y lográndolo el 25 de mayo de 2014 tras lograr la victoria en la ida por 3-1 y perder 2-1 en el partido de vuelta.

### Tercera época en Segunda División B
Para la temporada 2014/2015 en Segunda División B se confió en Rubén de la Barrera como técnico tras ser el entrenador revelación la anterior campaña metiendo al CD Guijuelo en la lucha por el ascenso a Segunda División logrando sobradamente la salvación.
En la temporada 2015/2016 se confió en Rubén Albés como entrenador pero la mala marcha del primer equipo en el mes de noviembre hizo que llegara Miguel Ángel Portugal como entrenador y Rubén Albés pasara a ser el ayudante. Fue reemplazado en el filial por Borja Jiménez. 
 La temporada siguiente Rubén Albés volverá a ser entrenador del equipo. En la temporada 2016/2017 el filial blanquivioleta realiza un buen trabajo obteniendo holgadamente la permanencia en la categoría e incluso llega a pugnar hasta el tramo final del campeonato por un puesto en la promoción de ascenso a Segunda División. Al término de esta temporada Rubén Albés deja la entidad para marcharse al filial del Celta de Vigo. 
 La siguiente temporada, la 2017/2018, es bastante convulsa para el filial, y tras un muy mal comienzo con Carlos Pérez Salvachúa en el banquillo, este es cesado y lo sustituye Miguel Rivera, quien consigue dar la vuelta a la situación junto a los refuerzos clave en el mercado invernal y el equipo salva la categoría en la penúltima jornada frente a la Gimnástica Segoviana. 
 Para la temporada 2018/2019 Miguel Rivera sigue al frente del equipo y lo salva en la penúltima jornada. 
 Para la temporada 2019/2020 el club confía en Javier Baraja tras la gran temporada realizada con el Real Valladolid Juvenil.

#### Mejor temporada de la historia
A partir de la temporada 2019/20 la RFEF obliga a llevar nombre de los jugadores y dorsales fijos en las camisetas de los clubes participantes. 

En el mes de marzo la competición se suspendió por el brote de la pandemia de enfermedad por COVID-19. 
 El 6 de mayo la RFEF anunció las medidas adoptadas entre las que destacan: 
- Finalización del torneo regular dando por definitivas las clasificaciones de la jornada 28.
- La celebración de la promoción de ascenso en formato exprés, supresión de descensos.
- Ampliación de la categoría a cien equipos divididos en cinco grupos.
- Creación de una categoría intermedia entre Segunda División y Segunda División B para la temporada 2021-2022.[5][6][7]

El equipo acabó imbatido como local logrando 10 victorias en 14 partidos y acabando la liga en 4.ª posición, siendo la mejor clasificación de su historia con el vallisoletano Javier Baraja de entrenador, logrando clasificarse para la Promoción de ascenso a Segunda División por primera vez en su historia. Además el delantero de Tudela de Duero Miguel de la Fuente fue pichichi del grupo II con 14 goles, logrados en 26 partidos. 

El 29 de mayo la RFEF la sede favorita para disputar la promoción de ascenso a Segunda División era la Región de Murcia. Las cuatro sedes serían Murcia (Estadio de La Condomina), Cartagena (Estadio Cartagonova), San Pedro del Pinatar (Pinatar Arena) y Lorca (Estadio Francisco Artés Carrasco). 

Los partidos se disputarán de forma simultánea en el mes de julio y serán a puerta cerrada. 

El 4 de junio la sede de la Región de Murcia que apuntaba a favorita se cae de la lista de aspirantes y deja paso a otra provincia. La idea sigue siendo la misma y toda la competición se disputará en una misma sede, a puerta cerrada y en formato exprés. 

El 9 de junio la RFEF confirma que la promoción de ascenso a Segunda División será en Andalucía. Marbella será el centro neurálgico de esta competición según la RFEF en la que habrá tres sedes y cinco estadios. Marbella (Centro Deportivo Marbella Fútbol Center) y (Estadio Municipal de Marbella), Málaga (Estadio La Rosaleda) y (Estadio Ciudad de Málaga) y Algeciras (Estadio Nuevo Mirador). 

Los equipos conocieron sus a rivales el día 25 de junio, fecha en la que la RFEF realizó el sorteo en Puerto Banús una vez finalizado el estado de alarma. 
 Al equipo pucelano le tocó como rival el FC Barcelona "B" que fue segundo del grupo III. El partido se celebró el 19 de julio a las 20:00 en el Estadio Ciudad de Málaga de la ciudad malagueña y no consiguió pasar a la segunda fase tras caer 3-2. Los goles del filial fueron obra de Miguel de la Fuente en el minuto 7 para conseguir el momentáneo empate a 1 en el marcador, resultado con el que se llegó al descanso. El partido fue igualado pero la mayor pegada del equipo catalán hizo que se pusiera con una clara ventaja de 3-1 y aunque el equipo intentó reducir la desventaja el segundo gol del equipo no llegó hasta el minuto 90, gol conseguido por Miguel Rubio y ya sin apenas tiempo para más el partido finalizó quedando eliminado de la promoción de ascenso.
El 10 de julio de 2020 los socios del Atlético Tordesillas han acordado que el equipo se convierta en filial del Real Valladolid por una temporada y prorrogable en el tiempo, donde el Atlético Tordesillas seguirá manteniendo su personalidad jurídica y Junta Directiva. 

El acuerdo supondrá la llegada de canteranos blanquivioletas a la entidad de orillas del Duero. También llevará un cuerpo técnico completo cuyo coste será pagado por la entidad del Pisuerga. El acuerdo también servirá para preparar a los entrenadores de las categorías inferiores del Atlético Tordesillas, suministro de material deportivo, o la presencia de los jardineros del Estadio José Zorrilla y de los Anexos para preparar los campos del equipo tordesillano. El 21 de agosto de 2020 se rubricó el acuerdo alcanzado el mes de julio con el Atlético Tordesillas convirtiéndose en el segundo equipo filial de la entidad blanquivioleta.

#### Temporada Segunda División B de España 2020-21
En la temporada 2020-21 habrá cinco grupos de 20 equipos para un total de 100. Cada grupo se dividirá en dos subgrupos de diez, todos ellos mezclados geográficamente, a semejanza del modelo actual. Cada equipo disputará una primera fase de dieciocho jornadas. Una vez finalizado ese primer tramo, las clasificaciones dividirán a los equipos según la clasificación:
- Los tres primeros de cada subgrupo (30) jugarán una fase de ascenso para adjudicar cuatro plazas para la Segunda División . Los veintiséis que no subieran y los cuatro descendidos desde la liga de plata formarían parte en 2021/22 de la ‘Segunda B Pro’.
- Los conjuntos que queden entre el cuarto y el sexto lugar (30), jugarían una segunda fase para cubrir los diez cupos restantes de esa nueva categoría.
- Por último, los clasificados en los lugares séptimo, octavo, noveno y décimo (40) protagonizarían la fase de permanencia en Segunda B.

Es una temporada importante para el filial ya que para la temporada 2021-22 la RFEF creará una categoría intermedia entre Segunda División y Segunda División B. La nueva categoría se denominará "Segunda B Pro" e incluiría así a cuarenta equipos, con el fin de construir una categoría más competitiva.
Finalmente 2020-21 la disputarán 102 equipos después de que no se disputarán dos eliminatorias de ascenso por la COVID-19 y se ascendiera a los 4 equipos implicados.
El 14 de septiembre de 2020 la RFEF decidió que cambiará para la temporada 2020-21 la denominación de las divisiones que organiza, pasando a denominarse primera, segunda y tercera división de la RFEF, Segunda División B, ‘Segunda B Pro’ y Tercera División.
El 15 de septiembre de 2020 se dieron a conocer las normas reguladoras y bases de competición tanto para Segunda División B como para Tercera División en el que se explica el funcionamiento de la temporada y las medidas a adoptar en caso de problemas derivados de la COVID-19.
La temporada 2020/21 acabó la primera fase en 3.ª posición, clasificándose para una segunda fase en la que tendrá la posibilidad de luchar por el ascenso a Segunda División algo que no logró porque acabó 5.º Aun así la temporada fue un éxito porque logró la permanencía en la división de bronce , jugando la temporada 2021-22 en Primera División RFEF. El éxito radica en que fue una temporada atípica con dos fases y con la reestructuración de categorías para la temporada que viene podía haber descendido hasta dos categorías este mismo año.

#### Nuevas categorías de fútbol Semiprofesional a partir de la temporada 2021/22[19]
La nueva temporada comenzó con la marcha de Javier Baraja y con el ascenso de Júlio Baptista desde el juvenil A. Con la reestructuración del fútbol semiprofesional se crearon dos categorías muy duras con equipos de mucho nivel pero a pesar de ello la temporada fue un absoluto fracaso porque el equipo no logró competir nunca como las dos temporadas anteriores es las que luchó por ascender Segunda División y acabó con el equipo descendiendo a Segunda Federación tras acabar antepenúltimo a 9 puntos de la permanencia.
Para la temporada 2022/23 el club siguió confiando en Júlio Baptista como entrenador. La temporada tuvo muchos altibajos pero con la experiencia de los jugadores lograron acabar la temporada 3.º, logrando clasificarse para la promoción de ascenso a Primera Federación 2023. Finalmente fueron eliminados en semifinales por el Atlético Sanluqueño C. F. con el que perdieron los dos partidos y contra un equipo que en la final sí logró ascender de categoría.
La temporada 2023/24 volvió a comenzar con Júlio Baptista en el banquillo. Su andadura en el filial pucelano duró hasta la jornada 10 en la que tras unas declaraciones criticando al club y no por su pésimo rendimiento, ya que tenía al equipo 14.º en posición de descenso Tercera Federación fue destituido. El 8 de noviembre fue nombrado Álvaro Rubio como nuevo entrenador. El excapitán blanquivioleta debutará como primer entrenador tras formar parte como asistente de los cuerpos técnicos del primer equipo desde el 2017.

## Denominaciones históricas
Desde 1944 hasta el 1973, el filial del Real Valladolid, llevó el nombre de Recreativo Europa Delicias, que sería cambiado a Real Valladolid Promesas hasta el 1991. Ese año se sustituyó por Real Valladolid Deportivo ”B” , ya que los filiales de los clubes españoles fueron obligados a cambiar su nombre, llevando el del club principal más la letra "B". En 1992 el primer equipo se convirtió en S.A.D. siglas que se añadieron a la denominación en lugar de la palabra deportivo. En 1998 la junta de accionistas decidió añadir entre Real Valladolid y S.A.D. las siglas C.F. (Club de fútbol), hasta que en verano de 2019, el club solicitó a la Real Federación Española de Fútbol la vuelta a la denominación Real Valladolid C.F. Promesas, la cual fue aceptada.
- Recreativo Europa Delicias: (1944-1973) Nombre oficial en su fundación.
- Real Valladolid Promesas: (1973-1991) Cambio de denominación, incluyendo el nombre del primer equipo añadiendo la palabra Promesas para indicar su condición de equipo filial.
- Real Valladolid Deportivo “B”: (1991-1992) Los filiales de los clubes españoles fueron obligados a cambiar su nombre, llevando el del club principal más la letra "B".
- Real Valladolid Deportivo, S.A.D. “B”: (1992-1998) Conversión de la entidad en una Sociedad anónima deportiva (S. A. D.).
- Real Valladolid Club de Fútbol, S.A.D. “B”: (1998-2019) Se añade a la denominación Club de fútbol (C.F.).
- Real Valladolid Club de Fútbol, S.A.D. Promesas: (2019-Act.) La RFEF permite el cambio de denominación y se vuelve a incluir la palabra Promesas en la denominación, tal como gusta a los aficionados blanquivioletas.

## Uniforme

### Evolución histórica uniforme titular
| 1944 | 1948 | 1954 | 1964 |

## Estadio

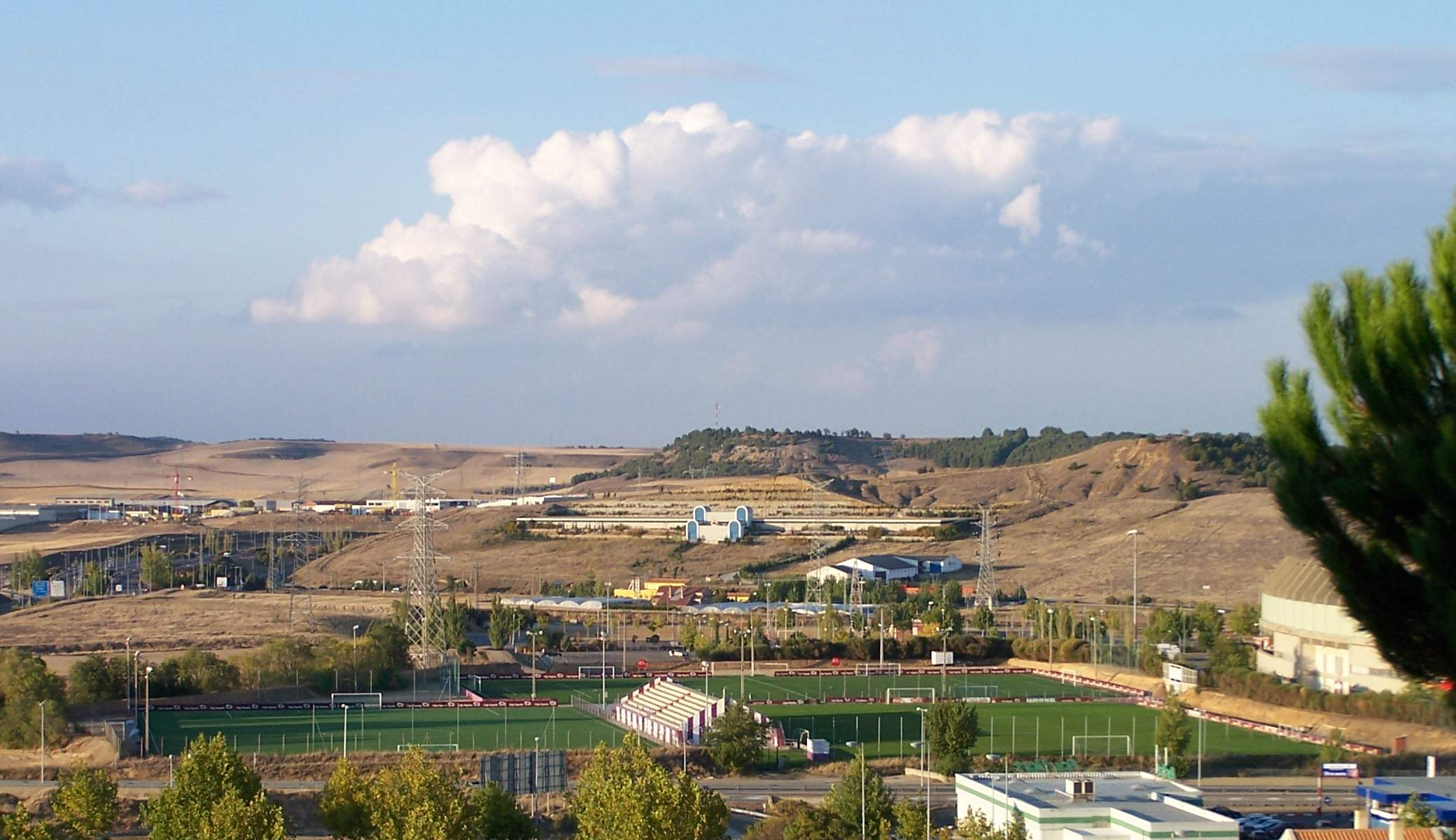
Vista de los Campos Anexos del Real Valladolid. (Antes de la remodelación)

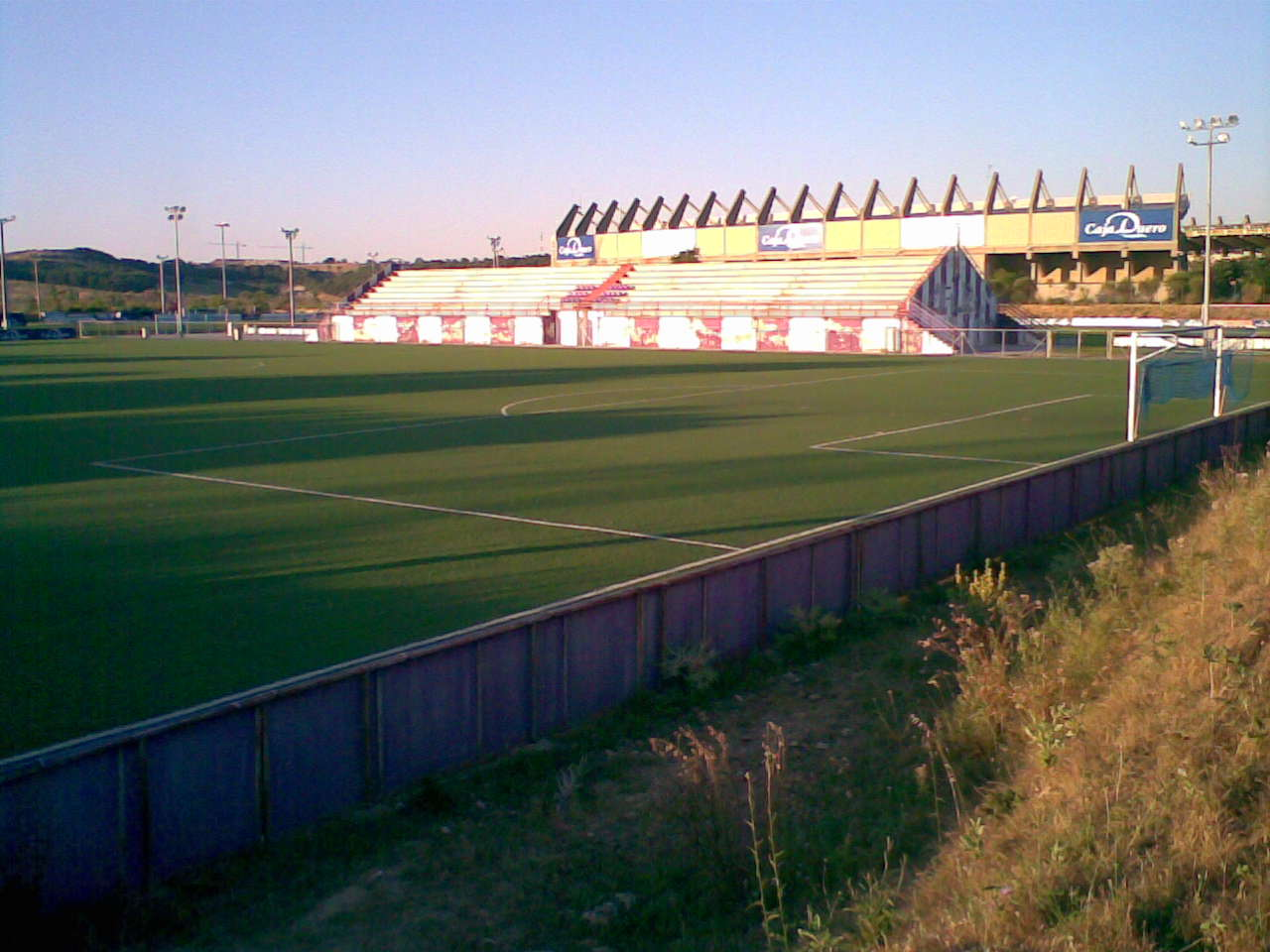
Campos Anexos con el Estadio José Zorrilla al fondo. (Antes de la remodelación)

El Real Valladolid Promesas disputa habitualmente sus partidos como local en los Campos Anexos al Estadio José Zorrilla, con capacidad para unos 741 espectadores. 
Inaugurado en 1988 y a pocos metros del Estadio José Zorrilla de ahí su denominación. Los Campos Anexos, albergan 3 campos: 

- Campo n.º 1 es de hierba natural que sirve de escenario a los entrenamientos del primer equipo.
- Campo n.º 2 es de hierba artificial, donde se entrenan y disputan sus partidos el Real Valladolid Promesas y el Juvenil A.
- Campo n.º 3 es de hierba artificial en el que se centraliza la actividad de los equipos de Fútbol-11 y Fútbol-7.[24]

El campo n.º 1 de hierba natural cambió por última vez su césped el año 2018.
Los campos n.º 2 y n.º 3 fueron de tierra hasta el año 2001, año en el que se cambiaron por hierba artificial. Tras quince años de existencia, se cambió la hierba artificial de los dos campos por uno de última generación que mejora considerablemente las prestaciones del antiguo.
En la temporada 2019-20 el equipo jugó los primeros partidos de la temporada en el campo n.º 1 de hierba natural en donde ya había jugado en el pasado, pero para preservar el césped volvieron a jugar en el campo n.º 2 a la llegada del invierno. 
Los partidos más importantes los juega en el Nuevo José Zorrilla, con capacidad para 27.618 espectadores.
El 13 de julio de 2020 anunció que el campo n.º 3 de césped artificial será sustituido por una pradera de 10 000 metros cuadrados de hierba natural. El 25 de agosto de 2020 el club confirmó la ampliación de los Anexos con la construcción de un cuarto campo de fútbol que será de césped artificial fuera del recinto actual, hacia la parte norte, enfrente del aparcamiento y de donde se desarrollaba la fan zone. Esta ampliación permitirá que todos los equipos de la cantera puedan seguir jugando en los Anexos hasta que la Ciudad Deportiva del Real Valladolid situada en Pinar de Jalón este construida.
En abril de 2020 comenzaron las obras en las que se instaló una cubierta en la grada principal para proteger de las inclemencias meteorológicas a los asistentes. Además se colocaron butacas de color violeta y en las de color blanco se pueden ver las iniciales del club y su año de fundación "RVCF 1928".
Esta prevista la ampliación de los campos anexos con la instalación de césped natural en todos los campos y la construcción de una Ciudad Deportiva en el Pinar de Jalón.

### Ciudad Deportiva
La Ciudad Deportiva del Real Valladolid, estará situada en el barrio Pinar de Jalón en la ciudad de Valladolid. Servirá de sede habitual a todas las categorías inferiores del Real Valladolid cuando finalice su construcción. 

El recinto poseerá varios campos de hierba artificial para todas las categorías inferiores del Real Valladolid. Está prevista que comience su construcción durante el verano de 2020

### Estadios históricos
- Estadio de la Federación (1943-52).
- Estadio José Zorrilla (1952-1988) y desde entonces partidos importantes.
- Anexos al Estadio José Zorrilla (Desde 1988).

## Historial

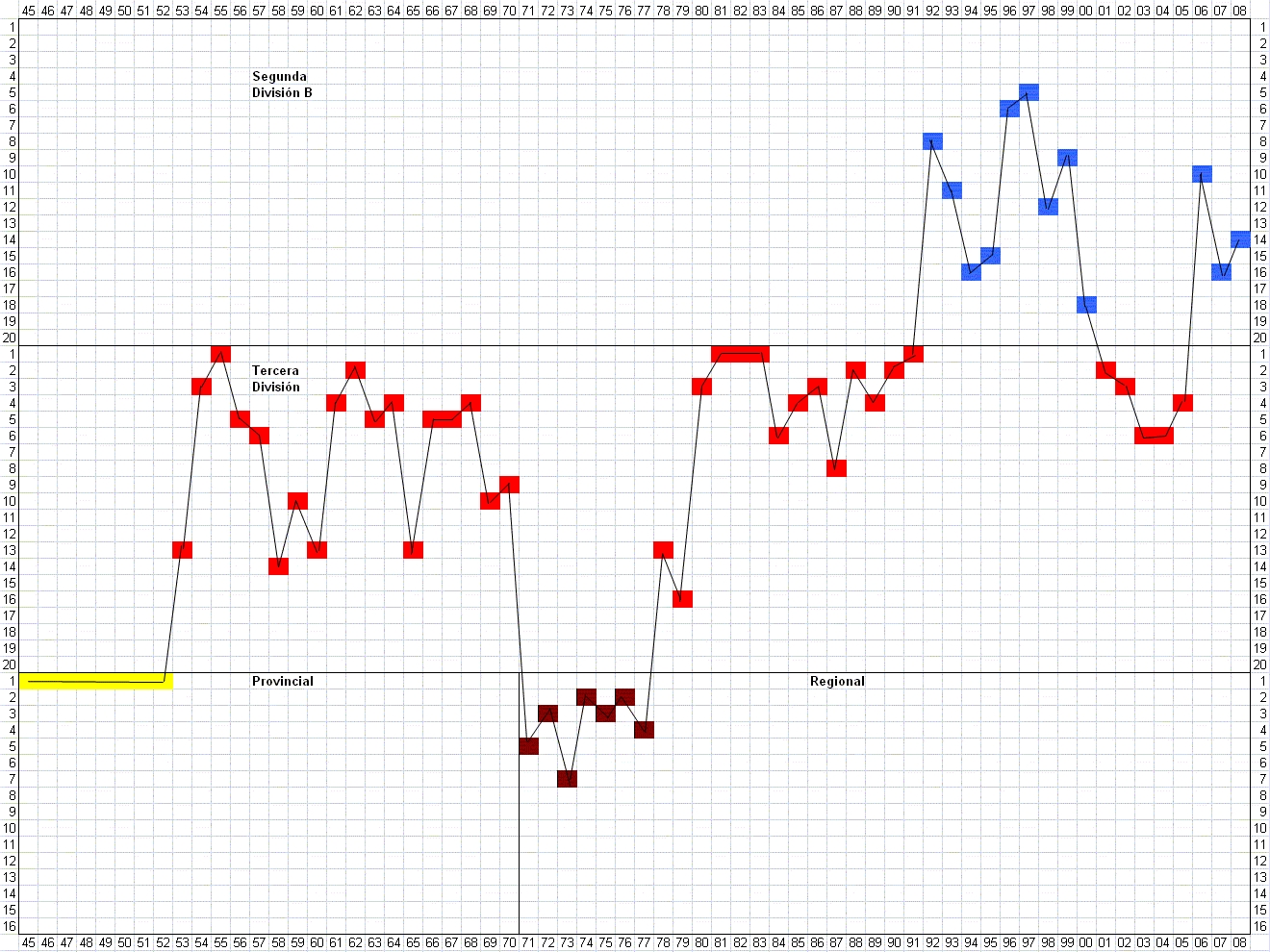
Trayectoria Real Valladolid B.

- 1944-45 a 1951-52: Categorías provinciales.
- 1952-53 a 1969-70: Tercera División de España.
- 1970-71 a 1976-77: Regional Preferente.
- 1977-78 a 1990-91: Tercera División de España.
- 1991-92 a 1999-00: Segunda División B de España.
- 2000-01 a 2004-05: Tercera División de España.
- 2005-06 a 2008-09: Segunda División B de España.
- 2009-10 a 2013-14: Tercera División de España.
- 2014-15 a 2020-21: Segunda División B de España.
- 2021-22 a 2022-23: Primera División RFEF.
- 2022-23 a actualmente: Segunda División RFEF.

- Temporadas en 2.ª: 0
- Temporadas en Primera Federación: 1 
  - Debut en Primera Federación: 2021-22
  - Mas temporadas consecutivas en Primera Federación: 1 (2021-2022)
  - Mejor puesto en Primera Federación: 18.º (temporada 2021-22)
- Temporadas en 2ªB: 20 
  - Debut en Segunda División B: 1991-92
  - Mas temporadas consecutivas en 2ªB: 9 (1991-2000)
  - Mejor puesto en 2ªB: 4.º (temporada 2019-20)
- Temporadas en Segunda Federación: 3 (incluyendo la temporada 2024-25)
  - Debut en Segunda Federación: 2022-23
  - Mas temporadas consecutivas en Segunda Federación: 3 (2022-2024)
  - Mejor puesto en Segunda Federación: 3.º (temporada 2022-23)
- Temporadas en 3.ª: 42 
  - Debut en 3.ª: 1952-53
  - Mas temporadas consecutivas en 3.ª: 18 (1952-1970)
  - Mejor puesto en 3.ª: 1.º (temporadas 1954-55, 1980-81, 1981-82, 1982-83, 1990-91, 2011-12 y 2013-14)
- Temporadas en Regional Preferente: 7
- Participaciones en Copa del Rey: 11 (1970 y de 1978 a 1987)

- Puesto actual en la Clasificación histórica de 2ª División B de España: 45
- Puesto actual en la Clasificación histórica de 3ª División de España: 32[30]

### Resumen estadístico
Nota: En negrita competiciones activas.
| Competición                  | Temp. | P.J. | P.G. | P.E. | P.P. | G.F. | G.C. | D.G.   | Puntos | Mejor resultado |
| ---------------------------- | ----- | ---- | ---- | ---- | ---- | ---- | ---- | ------ | ------ | --------------- |
|                              |       |      |      |      |      |      |      |        |        |                 |
| Primera Federación           | 1     | 38   | 9    | 9    | 20   | 42   | 64   | - 22   | 36     | 18              |
| Segunda división B           | 20    | 736  | 250  | 197  | 289  | 792  | 913  | - 121  | 899    | 4º              |
| Segunda Federación           | 2     | 70   | 29   | 16   | 25   | 98   | 97   | + 1    | 103    | 3º              |
| Tercera división             | 42    | 1464 | 766  | 312  | 386  | 2758 | 1579 | + 1179 | 2064   | Campeón (7)     |
| Campeonato de España de Copa | 11    | 33   | 11   | 8    | 14   | 27   | 51   | -24    | 30     | 3ª ronda        |
| Total                        | -     | 2341 | 1065 | 542  | 734  | 3717 | 2704 | +1013  | 3132   | 7 Títulos       |
|                              |       |      |      |      |      |      |      |        |        |                 |

```
A partir de la temporada 1995-96 las victorias valen 3 puntos
[
31
]

Actualizado hasta temporada 2023/24
```

## Trayectoria histórica
```
La 
Segunda División B
 fue introducida en 1977 como categoría intermedia entre la 
Segunda División
 y la 
Tercera División
.
```

```
En la temporada 2021-2022 se reestructuraron las categorías del fútbol español pasando a denominarse las categorías no profesionales como 
1.ª división RFEF
 que será el equivalente a la 3.ª categoría, 
2.ª división RFEF
 que será el equivalente a la 4.ª categoría y 
3.ª división RFEF
 que será el equivalente a la 5.ª categoría, desapareciendo 
Segunda División B
.
```

### Clasificaciones en competiciones desde su fundación
| Temporada | Categoría                             | Puesto | Copa      | Notas |
| --------- | ------------------------------------- | ------ | --------- | --- |
| 1944-1952 | Divisiones Provinciales               |        |           | Recreativo Europa Delicias Primer ascenso a 3.ª |
| 1952-53   | 3.ª División (Grupo IV)               | 13.º   |           | |
| 1953-54   | 3.ª División (Grupo I)                | 3.º    |           | |
| 1954-55   | 3.ª División (Grupo XV)               | 1.º    |           | |
| 1955-56   | 3.ª División (Grupo XV)               | 5.º    |           | |
| 1956-57   | 3.ª División (Grupo XIV)              | 6.º    |           | |
| 1957-58   | 3.ª División (Grupo XIII)             | 14.º   |           | |
| 1958-59   | 3.ª División (Grupo XIII)             | 10.º   |           | |
| 1959-60   | 3.ª División (Grupo XIII)             | 13.º   |           | |
| 1960-61   | 3.ª División (Grupo XIII)             | 4.º    |           | |
| 1961-62   | 3.ª División (Grupo XIII)             | 2.º    |           | |
| 1962-63   | 3.ª División (Grupo XIII)             | 5.º    |           | |
| 1963-64   | 3.ª División (Grupo XIII)             | 4.º    |           | |
| 1964-65   | 3.ª División (Grupo XIII)             | 13.º   |           | |
| 1965-66   | 3.ª División (Grupo XIII)             | 5.º    |           | |
| 1966-67   | 3.ª División (Grupo XIII)             | 5.º    |           | |
| 1967-68   | 3.ª División (Grupo XIII)             | 4.º    |           | |
| 1968-69   | 3.ª División (Grupo II)               | 10.º   |           | |
| 1969-70   | 3.ª División (Grupo VIII)             | 9.º    | 3.ª ronda | Primer descenso a regional |
| 1970-71   | Divisiones regionales                 | 5.º    |           | |
| 1971-72   | Divisiones regionales                 | 3.º    |           | |
| 1972-73   | Divisiones regionales                 | 7.º    |           | |
| 1973-74   | Divisiones regionales                 | 2.º    |           | Real Valladolid Promesas |
| 1974-75   | Divisiones regionales                 | 3.º    |           | |
| 1975-76   | Divisiones regionales                 | 2.º    |           | |
| 1976-77   | Divisiones regionales                 | 4.º    |           | Segundo ascenso a 3.ª |
| 1977-78   | 3.ª División (Grupo I)                | 13.º   | 2.ª Ronda | Se reestructuran las categorías |
| 1978-79   | 3.ª División (Grupo IV)               | 16.º   | 2.ª Ronda | |
| 1979-80   | 3.ª División (Grupo II)               | 3.º    | 2.ª Ronda | |
| 1980-81   | 3.ª División (Grupo VIII)             | 1.º    | 2.ª Ronda | Se crean grupos por CC.AA. en 3.ª División Grupo VIII Castilla y León |
| 1981-82   | 3.ª División (Grupo VIII)             | 1.º    | 1.ª ronda | |
| 1982-83   | 3.ª División (Grupo VIII)             | 1.º    | 1.ª ronda | |
| 1983-84   | 3.ª División (Grupo VIII)             | 6.º    | 1.ª ronda | |
| 1984-85   | 3.ª División (Grupo VIII)             | 4.º    | 3.ª ronda | |
| 1985-86   | 3.ª División (Grupo VIII)             | 3.º    | 1.ª ronda | |
| 1986-87   | 3.ª División (Grupo VIII)             | 8.º    | 2.ª Ronda | |
| 1987-88   | 3.ª División (Grupo VIII)             | 2.º    |           | |
| 1988-89   | 3.ª División (Grupo VIII)             | 4.º    |           | |
| 1989-90   | 3.ª División (Grupo VIII)             | 2.º    |           | |
| 1990-91   | 3.ª División (Grupo VIII)             | 1.º    |           | Primer ascenso a 2.ªB |
| 1991-92   | 2.ª División B (Grupo I)              | 8.º    |           | Real Valladolid Deportivo ”B” |
| 1992-93   | 2.ª División B (Grupo II)             | 11.º   |           | Real Valladolid, S.A.D. “B” |
| 1993-94   | 2.ª División B (Grupo II)             | 16.º   |           | |
| 1994-95   | 2.ª División B (Grupo I)              | 15.º   |           | |
| 1995-96   | 2.ª División B (Grupo II)             | 6.º    |           | Primera Liga con 3 puntos por victoria |
| 1996-97   | 2.ª División B (Grupo II)             | 5.º    |           | |
| 1997-98   | 2.ª División B (Grupo II)             | 12.º   |           | |
| 1998-99   | 2.ª División B (Grupo II)             | 9.º    |           | Real Valladolid C.F. , S.A.D. “B” |
| 1999-00   | 2.ª División B (Grupo II)             | 18.º   |           | Primer descenso a 3.ª |
| 2000-01   | 3.ª División (Grupo VIII)             | 2.º    |           | |
| 2001-02   | 3.ª División (Grupo VIII)             | 3.º    |           | |
| 2002-03   | 3.ª División (Grupo VIII)             | 6.º    |           | |
| 2003-04   | 3.ª División (Grupo VIII)             | 6.º    |           | |
| 2004-05   | 3.ª División (Grupo VIII)             | 4.º    |           | Segundo ascenso a 2.ªB |
| 2005-06   | 2.ª División B (Grupo II)             | 10.º   |           | |
| 2006-07   | 2.ª División B (Grupo II)             | 16.º   |           | |
| 2007-08   | 2.ª División B (Grupo II)             | 14.º   |           | |
| 2008-09   | 2.ª División B (Grupo I)              | 19.º   |           | Segundo descenso a 3.ª |
| 2009-10   | 3.ª División (Grupo VIII)             | 2.º    |           | |
| 2010-11   | 3.ª División (Grupo VIII)             | 5.º    |           | |
| 2011-12   | 3.ª División (Grupo VIII)             | 1.º    |           | |
| 2012-13   | 3.ª División (Grupo VIII)             | 5.º    |           | |
| 2013-14   | 3.ª División (Grupo VIII)             | 1.º    |           | Tercer ascenso a 2.ªB |
| 2014-15   | 2.ª División B (Grupo I)              | 9.º    |           | |
| 2015-16   | 2.ª División B (Grupo I)              | 13.º   |           | |
| 2016-17   | 2.ª División B (Grupo I)              | 6.º    |           | |
| 2017-18   | 2.ª División B (Grupo I)              | 15.º   |           | |
| 2018-19   | 2.ª División B (Grupo I)              | 11.º   |           | |
| 2019-20   | 2.ª División B (Grupo II)             | 4.º    |           | Real Valladolid Club de Fútbol Promesas Temporada finalizada tras 28 jornadas por la COVID-19 Mejor clasificación de la historia Promoción de ascenso a Segunda División Trofeo Pichichi (Grupo II): Miguel de la Fuente 14 goles |
| 2020-21   | 2.ª División B (Grupo I → Subgrupo B) | 3.º    |           | Asciende a Primera División RFEF Se clasifica para la 2.ª Fase |
| 2020-21   | 2.ª División B (Grupo I → Grupo C)    | 5.º    |           | Asciende a Primera División RFEF Se clasifica para la 2.ª Fase |
| 2021-22   | Primera División RFEF (Grupo I)       | 18.º   |           | Se reestructuran las categorías Primer descenso a Segunda División RFEF |
| 2022-23   | Segunda División RFEF (Grupo I)       | 3.º    |           | Se clasifica para los Playoff de ascenso a 1.ª FEF 2023 |
| 2023-24   | Segunda División RFEF (Grupo I)       | 8.º    |           | |
| 2024-25   | Segunda División RFEF (Grupo I)       | 12.º   |           | |
| 2025-26   | Segunda División RFEF (Grupo I)       | ?.º    |           | |

```
LEYENDA

 :Ascenso de categoría

 :Descenso de categoría

 :Descenso administrativo

 :Retirado de la competición
```

```
La 
Segunda División B
 fue introducida en 1977 como categoría intermedia entre la 
Segunda División
 y 
Tercera División
.
```

```
En la temporada 2021-2022 se reestructuraron las categorías del fútbol español pasando a denominarse las categorías no profesionales como 
1.ª división RFEF
 que será el equivalente a la 3.ª categoría, 
2.ª división RFEF
 que será el equivalente a la 4.ª categoría y 
3.ª división RFEF
 que será el equivalente a la 5.ª categoría, desapareciendo 
Segunda División B
.
```

### Promoción de ascenso a Segunda División
| Temporada                                    | Ronda                  | Rival               | Local | Visitante | Campo Neutral | Global |  |
| -------------------------------------------- | ---------------------- | ------------------- | ----- | --------- | ------------- | ------ |  |
| Promoción de ascenso a Segunda División 2020 | 1.ª ronda (4.º Vs 2.º) | F. C. Barcelona "B" |       |           | 2-3           | 2-3    |  |

### Participaciones en Copa del Rey
Fuente:
| Temporada | Ronda         | Rival                       | Local | Visitante     | Global        |  |
| --------- | ------------- | --------------------------- | ----- | ------------- | ------------- |  |
| 1969-70   | Primera ronda | C.D. Numancia               | 0-0   | 1-0           | 1-0           |  |
| 1969-70   | Segunda ronda | C.D. Logroñes               | 3-0   | 0-2           | 3-2           |  |
| 1969-70   | Tercera ronda | C.D. Eldense                | 3-0   | 0-4           | 3-4           |  |
| 1977-78   | Primera ronda | Exento                      |       |               |               |  |
| 1977-78   | Segunda ronda | Elche C. F.                 | 0-2   | 1-1           | 1-3           |  |
| 1978-79   | Primera ronda | Exento                      |       |               |               |  |
| 1978-79   | Segunda ronda | Burgos C.F.                 | 0-1   | 0-4           | 0-5           |  |
| 1979-80   | Primera ronda | S.D. Gimnástica Arandina    | 1-0   | 0-0           | 1-0           |  |
| 1979-80   | Segunda ronda | Palencia C.F.               | 3-2   | 0-4           | 3-6           |  |
| 1980-81   | Primera ronda | C.D. Venta de Baños         | 0-0   | 1-2           | 2-1           |  |
| 1980-81   | Segunda ronda | U. D. Salamanca             | 2-1   | 0-3           | 2-4           |  |
| 1981-82   | Primera ronda | U. D. Salamanca             | 0-2   | 0-5           | 0-7           |  |
| 1982-83   | Primera ronda | U. D. Salamanca             | 1-1   | 0-5           | 1-6           |  |
| 1983-84   | Primera ronda | Palencia C.F.               | 1-1   | 1-1 → p (2-4) | 2-2 → p (2-4) |  |
| 1984-85   | Primera ronda | S..D. Ponferradina          | 3-0   | 0-1           | 3-1           |  |
| 1984-85   | Segunda ronda | Palencia C.F.               | 1-0   | 2-0           | 3-0           |  |
| 1984-85   | Tercera ronda | R.C.D. Español              | 0-4   | 1-0           | 1-4           |  |
| 1985-86   | Primera ronda | Real Burgos C.F.            | 1-1   | 0-2           | 1-3           |  |
| 1986-87   | Primera ronda | Palencia C.F. (desapareció) |       |               |               |  |
| 1986-87   | Segunda ronda | U. D. Salamanca             |       | 0-3           | 0-3           |  |

## Récords equipo
- Mayor goleada a favor en casa en 2ªB:
  - R. Valladolid B 5-0 S.D. Ponferradina (1991-92)
  - R. Valladolid B 5-0 U.P. Langreo (1994-95)
  - R. Valladolid B 5-0 Cultural de Durango (2005-06)

- Mayor goleada a favor como visitante en 2ªB:
  - R. Oviedo B 0-4 R. Valladolid B (1994-95)
  - C.D. Logroñes B 0-4 R. Valladolid B (1996-97)
  - C.D. Guijuelo 1-4 R. Valladolid B (2015-16)

- Mayor goleada en contra en casa en 2ªB:
  - R. Valladolid B 0-5 R.C. Celta de Vigo B (2020-21)
  - R. Valladolid B 0-4 C.D. Guijuelo (2006-07)

- Mayor goleada en contra como visitante en 2ªB:
  - C.D. Basconia 8-1 R. Valladolid B (1992-93)
  - R. Sociedad B 7-0 R. Valladolid B (1993-94)
  - C.D. Binéfar 7-0 R. Valladolid B (1999-00)

## Palmarés
- Tercera División (7): 1954-55, 1980-81, 1981-82, 1982-83, 1990-91, 2011-12, 2013-14.
- Trofeo Diputación de Valladolid (11): 1996, 1997, 1998, 2000, 2003, 2005, 2009, 2012, 2013, 2014, 2018.

### Trofeos amistosos
- Trofeo Diputación de Valladolid: (13) 1996, 1997, 1998, 2000, 2003, 2005, 2009, 2012, 2013, 2014, 2018, 2021, 2022
- Trofeo Ciudad de Benavente: (2) 1986, 1997
- Trofeo Ciudad de Ávila: (1) 1991

## Organigrama deportivo

### Plantilla y Cuerpo Técnico  2024 - 2025
- Como exigen las normas de la RFEF desde la temporada 2019-20 en 2.ªB y desde la 2020-21 para 3.ª, los jugadores de la primera plantilla deberán llevar los dorsales del 1 al 22, reservándose los números 1 y 13 para los porteros y el 25 para un eventual tercer portero. Los dorsales 23, 24 y del 26 en adelante serán para los futbolistas del filial, y también serán fijos y nominales.[4]
- En 1.ª y 2.ª desde la temporada 1995-96 los jugadores con dorsales superiores al 25 son, a todos los efectos, jugadores del filial y como tales, podrán compaginar partidos con el primer y segundo equipo. Como exigen las normas de la Liga Nacional de Fútbol Profesional, los jugadores de la primera plantilla deberán llevar los dorsales del 1 al 25. Del 26 en adelante serán jugadores del equipo filial.
- Los equipos españoles están limitados a tener en la plantilla un máximo de tres jugadores sin pasaporte de la Unión Europea.[36] La lista incluye solo la principal nacionalidad de cada jugador. Algunos de los jugadores no europeos tienen doble nacionalidad de algún país de la UE:
  - Enrique Peña posee la doble nacionalidad peruana y española.[37]
  - Alin Șerban posee la doble nacionalidad española y rumana.[38]
  - Gabriel Rodríguez posee la doble nacionalidad española y argentina.[39]

```
LEYENDA
 
* 
Canterano
: 
 
* 
Pasaporte europeo
: 
 
* 
Extracomunitario sin restricción
: 

* Extracomunitario: 
 
* 
Formación
: 

* Cedido al club: 

* Cedido a otro club: 
```

### Altas y bajas 2024-25
| Altas              |                |                        |                        |       |  |
| Jugador            | Posición       | Procedencia            | Tipo                   | Coste |  |
| Sergio Neira       | Delantero      | Juvenil A              | Asciende del juvenil A | 0 €   |  |
| Mario Sesé         | Delantero      | Real Oviedo Vetusta    | Libre                  | 0 €   |  |
| Mokhammed Ensebaev | Centrocampista | F. C. Yelimay          | Libre                  | 0 €   |  |
| Alin Șerban        | Defensa        | S. D. Huesca "B"       | Libre                  | 0 €   |  |
| Juan David Bonilla | Delantero      | Envigado F. C.         | Libre                  | 0 €   |  |
| Iker Ivorra        | Centrocampista | UCAM Murcia "B"        | Libre                  | 0 €   |  |
| João Miranda       | Defensa        | São Paulo F. C.        | Libre                  | 0 €   |  |
| Enrique Peña       | Centrocampista | Juvenil A              | Asciende del juvenil A | 0 €   |  |
| Hugo San           | Defensa        | Juvenil A              | Asciende del juvenil A | 0 €   |  |
| Juan Carlos Murcia | Centrocampista | Elche C. F.            | Libre                  | 0 €   |  |
| Mario Maroto       | Centrocampista | Atlético de Madrid "B" | Vuelta de cesión       | 0 €   |  |
| Jorge Delgado      | Delantero      | Rayo Cantabria         | Libre                  | 0 €   |  |
| Gabriel Rodríguez  | Defensa        | R. C. D. Mallorca "B"  | Libre                  | 0 €   |  |
| Abdulay Juma Bah   | Defensa        | AIK Freetong           | Cesión                 | 0 €   |  |
| Altas enero        |                |                        |                        |       |  |

## Jugadores

### Promesas juveniles
Pasaron por las filas del Real Valladolid Promesas jugadores como:
| Bajas                    |                |                              |                           |       |  |
| Jugador                  | Posición       | Destino                      | Tipo                      | Cobro |  |
| Iván San José "Chuki"    | Centrocampista | Real Valladolid C. F.        | Asciende al primer equipo | 0 €   |  |
| Raúl Chasco              | Defensa        | C. A. Osasuna "B"            | Cesión                    | 0 €   |  |
| Adrián Gómez             | Defensa        | Sin equipo                   | Libre                     | 0 €   |  |
| Adrián Arnu              | Delantero      | Real Valladolid C. F.        | Asciende al primer equipo | 0 €   |  |
| Jorge Delgado            | Delantero      | Real Valladolid C. F.        | Asciende al primer equipo | 0 €   |  |
| Mario Sesé               | Delantero      | Atlético Levante U. D.       | Traspaso                  | 0 €   |  |
| Juan David Bonilla       | Delantero      | Independiente Medellín       | Libre                     | 0 €   |  |
| Adrián Rodríguez "Verde" | Centrocampista | Arenas Club                  | Libre                     | 0 €   |  |
| Mokhammed Ensebaev       | Centrocampista | F. C. Irtysh Pavlodar        | Libre                     | 0 €   |  |
| Enrique Peña             | Centrocampista | C. D. Toledo                 | Libre                     | 0 €   |  |
| Arnau Rafús              | Portero        | Cultural y Deportiva Leonesa | Libre                     | 0 €   |  |
| Fer Pérez                | Portero        | Cádiz C. F. Mirandilla       | Libre                     | 0 €   |  |
| Ibrahim Alani            | Centrocampista | Real Valladolid C. F.        | Asciende al primer equipo | 0 €   |  |
| Mario Maroto             | Centrocampista | Real Valladolid C. F.        | Asciende al primer equipo | 0 €   |  |
| Bajas enero              |                |                              |                           |       |  |

| - Eusebio - Fernando Hierro - Onésimo - Amavisca | - César Sánchez - Rubén Baraja - Benjamín - Óscar González | - Javier Baraja - Rafa - Jacobo - Sergio Asenjo | - Luis Suárez - Moctar Sidi El Hacen - Mohammed Salisu - Iván Fresneda |

### Trofeos individuales

#### Trofeo Pichichi
- Miguel de la Fuente (2.ª División B 2019-20 Grupo II) 14 goles en 26 partidos (0,53 por partido)[43][44]

## Entrenadores
| - Roque Busquet - Gerardo Coque - Héctor Martín - Fernando Redondo Barcenilla - Francisco Lesmes Bobed - Javier Yepes Peñas: 1980-84 - Antonio Sánchez Santos: 1984-89 - José Pérez García: 1989-94 - Javier Yepes Peñas: 1994-96 - José Moré Bonet: 1996-98 - Antonio Gómez Fernández: 1998-99 - Manuel Ángel Muñiz: 1999 - Sergio Egea: 1999-01 - José Pérez García: 2001-04 - Alfredo Merino Tamayo: 2004-06 - Onésimo Sánchez: 2006-07 | - Alfredo Merino Tamayo: 2007-08 - Paco de la Fuente: 2008-2009 - Onésimo Sánchez: 2009-2010 - Julio Velázquez Santiago: 2010 - Manuel Retamero Fraile: 2010-2011 - Javier Torres Gómez: 2011-2014 - Rubén de la Barrera: 2014-2015 - Rubén Albés: 2015 - Borja Jiménez Sáez: 2015-2016 - Rubén Albés: 2016-2017 - Carlos Pérez Salvachúa: 2017 - Miguel Rivera Mora: 2017-2019 - Javier Baraja: 2019-2021 - Julio Baptista: 2021-2023 - Álvaro Rubio: 2023-2025 - Manuel Olivas Justo: 2025-act. |